# آوادان (داغستان)
آوادان (به لاتین: Avadan) یک منطقهٔ مسکونی در روسیه است که در شهرستان دوکوزپارینسکی واقع شده‌است.